# 845 (szám)
A 845 (római számmal: DCCCXLV) egy természetes szám.

## A szám a matematikában
A tízes számrendszerbeli 845-ös a kettes számrendszerben 1101001101, a nyolcas számrendszerben 1515, a tizenhatos számrendszerben 34D alakban írható fel.
A 845 páratlan szám, összetett szám, kanonikus alakban az 51 · 132 szorzattal, normálalakban a 8,45 · 102 szorzattal írható fel. Hat osztója van a természetes számok halmazán, ezek növekvő sorrendben: 1, 5, 13, 65, 169 és 845.
A 845 négyzete 714 025, köbe 603 351 125, négyzetgyöke 29,06888, köbgyöke 9,45407, reciproka 0,0011834.